# گورستان سیاه بیل
گورستان سیاه بیل مربوط به دوره اشکانیان است و در شهرستان رضوانشهر، بخش مرکزی، دهستان خوشابر، روستای سیاه بیل واقع شده و این اثر در تاریخ ۱۲ دی ۱۳۸۶ با شمارهٔ ثبت ۲۰۴۴۸ به‌عنوان یکی از آثار ملی ایران به ثبت رسیده است.